# Vasselay
Vasselay là một xã thuộc tỉnh Cher trong vùng Centre-Val de Loire miền trung Pháp.

## Dân số
| 1962                                | 1968 | 1975 | 1982 | 1990 | 1999 | 2008 |
| ----------------------------------- | ---- | ---- | ---- | ---- | ---- | ---- |
| 585                                 | 645  | 647  | 735  | 1020 | 1095 | 1137 |
| Từ năm 1962 Dân số không tính trùng |      |      |      |      |      |      |